# Saint-Sulpice (Quebec)
Saint-Sulpice es un municipio de parroquia perteneciente a la provincia de Quebec en Canadá. Está ubicado en el municipio regional de condado de L’Assomption en la región administrativa de Lanaudière.

## Geografía
Saint-Sulpice se encuentra en la ribera norte del río San Lorenzo, frente a las islas de Verchères, en la parte este del MRC de L’Assomption.  Limita al suroeste con Repentigny, al noroeste con L'Assomption, al noreste con Lavaltrie y al sureste con el San Lorenzo. En la ribera opuesta del río están situadas las ciudades de Verchères y de Contrecoeur en la región de Montérégie-Est. Su superficie total es de 52,73 km², de los que 36,03 km² son tierra firme. La superficie en agua es en mayor parte en el San Lorenzo.

## Política
El consejo municipal se compone del alcalde y de seis consejeros sin división territorial. El alcalde actual (2015) es Pierre Imbault. A nivel supralocal, Saint-Sulpice forma parte del MRC de L’Assomption. El territorio del municipio está ubicado en la circunscripción electoral de Repentigny a nivel provincial y de Repentigny también a nivel federal.

## Demografía
Según el censo de Canadá de 2011, Saint-Sulpice contaba con 3273 habitantes. La densidad de población estaba de 90,0 hab./km². Entre 2006 y 2011 hubo una disminución de 59 habitantes (1,8 %). En 2011, el número total de inmuebles particulares era de 1375 de los que 1304 estaban ocupados por residentes habituales, otros siendo en su mayor parte residencias secundarias. El pueblo de Saint-Sulpice contaba con 2358 habitantes, o 72,0% de la población del municipio, en 2011.
Evolución de la población total, 1991-2015